# South of Heaven
South of Heaven (Jih Nebe) je čtvrté studiové album americké thrashmetalové kapely Slayer. Bylo nahráno v roce 1987 a vydáno 5. července 1988. Slayer věděli, že se nevyrovnají předchozí nahrávce, proto poprvé za svou kariéru úmyslně zpomalili tempo. Zatímco někteří kritici chválili tuto změnu, ostatní – zvyklí na styl předchozích vydání – byli zklamáni. Písně jako „Mandatory Suicide“ a „South Of Heaven“ se však staly trvalou součástí živého setlistu kapely.
Skladba „Dissident Aggressor“ je coververze písně od Judas Priest.

## Seznam skladeb
| Pořadí | Název                                    | Hudba                       | Text        | Délka |
| ------ | ---------------------------------------- | --------------------------- | ----------- | ----- |
| 1.     | South of Heaven                          | Jeff Hanneman               | Tom Araya   | 5:00  |
| 2.     | Silent Scream                            | Hanneman, Kerry King        | Araya       | 3:02  |
| 3.     | Live Undead                              | Hanneman                    | Araya, King | 3:51  |
| 4.     | Behind the Crooked Cross                 | Hanneman                    | Hanneman    | 3:12  |
| 5.     | Mandatory Suicide                        | Hanneman, King              | Araya       | 4:03  |
| 6.     | Ghosts of War                            | Hanneman, King              | King        | 3:55  |
| 7.     | Read Between the Lies                    | Hanneman                    | Araya, King | 3:21  |
| 8.     | Cleanse the Soul                         | Hanneman                    | Araya, King | 3:01  |
| 9.     | Dissident Aggressor (Judas Priest cover) | K. K. Downing, Glenn Tipton | Rob Halford | 2:34  |
| 10.    | Spill the Blood                          | Hanneman                    | Hanneman    | 4:48  |

## Sestava
- Tom Araya – baskytara, zpěv
- Jeff Hanneman – kytara
- Kerry King – kytara
- Dave Lombardo – bicí